# IC 2088
IC 2088 — галактика типу EN (емісійна туманність) у сузір'ї Телець.
Цей об'єкт міститься в оригінальній редакції індексного каталогу.